# Lương Cường
Lương Cường (Việt Trì, 15 augustus 1957) is een Vietnamees politicus. Hij is sinds 21 oktober 2024 de president van Vietnam.
Hij maakte carrière in het Vietnamese leger waar hij de rang van generaal bereikte. In 2021 werd hij benoemd tot lid van het politbureau van de Communistische Partij van Vietnam. Als president volgde hij Tô Lâm op die in augustus 2024 werd benoemd tot secretaris-generaal van de Communistische Partij.